# CMLL Show Aniversario 87
CMLL Show Aniversario 87 fue un evento de pago por visión de lucha libre profesional producido por el Consejo Mundial de Lucha Libre. Tuvo lugar el 25 de septiembre de 2020 en el Arena México en Ciudad de México. El evento no contó con la asistencia del público en dicho recinto debido a la pandemia del COVID-19, pero se transmitió en Internet en Ticketmaster Live.
El evento también se anunció como "Noche de Campeones", donde los fanáticos decidieron los oponentes de los campeones defensores en el evento.

## Antecedentes
El CMLL dejó de promover programas en marzo de 2020 debido a las pautas emitidas por el gobierno mexicano a raíz de la pandemia del COVID-19. Esto significó que el CMLL no llevó a cabo ningún programa entre el 14 de marzo y el 30 de julio de 2020. El CMLL anunció más tarde que volvería a promocionar sus programas de CMLL Super Viernes todos los viernes, a partir del 4 de septiembre. Los eventos semanales de Viernes Espectacular se llevaron a cabo el 4, 11 y 19 de septiembre sin público, transmitidos como eventos de Internet pago por visión en Ticketmaster Live, seguidos por el espectáculo del 87.º aniversario, que se llevó a cabo el 25 de septiembre como un PPV de arena vacía. El CMLL anunció que el programa sería un programa de "Noche de campeones" donde los fanáticos podrían votar sobre a quién querrían desafiar para varios campeonatos del CMLL.

### Votaciones en cada lucha
Cuando se tabularon los votos, el total de votos definió el orden de coincidencia como:
- Lucha por el Campeonato Mundial de Micro-Estrellas del CMLL - 34,049 votos[4]
- Lucha por el Campeonato Mundial de Tríos del CMLL - 34,989 votos[4]
- Lucha por el Campeonato Mundial Histórico de Peso Wélter de la NWA - 35,037 votos[4]
- Lucha por el Campeonato Mundial Femenil del CMLL - 35,525 votos[4]
- Lucha por el Campeonato Nacional Femenil - 36,581 votos[4]
- Lucha por el Campeonato Nacional de Tríos - 36,196 votos[4]
- Lucha por el Campeonato Mundial de Parejas del CMLL - 37,251 votos[4]

Campeonato Mundial de Micro-Estrellas del CMLL
1. Microman - 45.06%[5]
2. El Gallito - 34.91%[5]
3. El Guapito - 20.03%[5]

Campeonato Mundial de Tríos del CMLL
1. Hechicero, El Terrible y Templario - 64.55%[5] (22,606 votos[4])
2. Los Hijos del Infierno (Ephesto, Luciferno & Mephisto) - 23.03%[5] (8,044 votos[4])
3. Audaz, Star Jr. y Titán- 12.43%[5] (4,339 votos[4])

Campeonato Mundial Histórico de Peso Wélter de la NWA
1. Bandido - 66.76%[5] (23,397 votos[4])
2. Templario - 21.60%[5] (7,555 votos[4])
3. Soberano Jr. - 11.64%[5] (4,085 votos[4])

Campeonato Mundial Femenil del CMLL
1. Princesa Sugehit - 44.64%[5] (15,892 votos[4])
2. Dalys - 37.74%[5] (13,403 votos[4])
3. La Amapola - 17.62%[5] (6,230 votos[4])

Campeonato Nacional Femenil
1. Lluvia - 36.32%[5] (12,235 votos[4])
2. Reyna Isis - 31.23%[5] (11,445 votos[4])
3. La Jarocita - 18.59%[5] (6,805 votos[4])
4. Estrellita - 13.95%[5] (5,096 votos[4])

Campeonato Nacional de Tríos
1. Los Cancerberos del Infierno (Cancerbero, Raziel y Virus) - 39.14%[5] (14,222 votos[4])
2. Negro Casas, El Felino y Tiger- 27.44%[5] (9,922 votos[4])
3. Blue Panther, Blue Panther Jr. y Black Panther - 17.92%[5][5] (6,462 votos[4])
4. Valiente, Guerrero Maya Jr. y Esfinge - 15.50%[5] (5,590 votos[4])

Campeonato Mundial en Parejas del CMLL
1. Rey Cometa y  Espíritu Negro - 52.23%[5] (19,522 votos[4])
2. Diamante Azul y Stuka Jr. - 21.68%[5] (8,047 votos[4])
3. Ángel de Oro y Niebla Roja - 16.01%[5] (5,938 votos[4])
4. Atlantis Jr. y Flyer- 10.08%[5] (3,744 votos[4])

### Combates cancelados o modificados
El equipo de Bárbaro Cavernario, El Terrible y Hechicero se anunció originalmente como una de las opciones de la encuesta de fanáticos para el Campeonato Mundial de Tríos del CMLL, pero Cavernario sufrió una lesión en la rodilla durante el evento principal del show del Super Viernes del 4 de septiembre y, como resultado, necesitó cirugía. CMLL realizó una encuesta de fans para determinar un reemplazo para Caverario, requerido por el equipo que lidera la encuesta general. Los votantes eligieron Templario sobre Vangelis o Dark Magic, para reemplazar a Cavernario. Templario también fue incluido en las encuestas para el Campeonato Mundial Histórico de Peso Wélter de la NWA, pero estuvo muy por detrás del principal votante. Al final el equipo de Templario, El Terrible y Hechicero ganó la votación, con suficientes votos para que trabajen el segundo combate de la noche.
El derecho a disputar el Campeonato Mundial Femenil del CMLL fue ganado originalmente por Princesa Sugehit, pero el 16 de septiembre Sugehit anunció que había dado positivo al COVID-19 y, por lo tanto, se vio obligada a aislarse y no podía competir en el programa de aniversario. CMLL optó porque el segundo ganador de votos más alto, Dalys, desafiara el título en su lugar, mientras que a Princesa Sugehit se le prometió un combate por el campeonato en octubre una vez que saliera de la cuarentena.
La retadora de La Metálica fue una elección entre Lluvia, Reyna Isis, La Jarocita y Estrellita. La votación de los fanáticos seleccionó a Lluvia para luchar por el Campeonato Nacional Femenil. El 21 de septiembre se reveló que Lluvia había dado positivo al COVID-19, aunque asintomático, por lo que no podía competir. En su lugar, a Reina Isis se le dio el combate por su posición como primera finalista en la votación de la afición. Se anunció que Lluvia tendría su lucha por el campeonato en una fecha posterior después de que terminara su cuarentena.
El 23 de septiembre, CMLL anunció que tanto Bandido como Último Guerrero habían dado positivo al COVID-19 y estaban fuera del programa. Como subcampeón en el Campeonato Mundial Histórico de Peso Wélter de la NWA, Templario fue anunciado como el reemplazo de Bandido. Cuando Guerrero fue retirado del programa, CMLL reemplazó la lucha por el Campeonato Mundial de Tríos del CMLL con un combate por el Campeonato Mundial de Peso Wélter del CMLL, con Titán defendiendo contra el actual Campeón Nacional de Peso Wélter Soberano Jr. en octubre.

## Resultados
- Chamuel derrotó a Microman y retuvo el Campeonato Mundial de Micro-Estrellas del CMLL.
  - Chamuel forzó a Microman a rendirse con una «Tapatía».
- Titán derrotó a Soberano Jr. y retuvo el Campeonato Mundial de Peso Wélter del CMLL.
  - Titán forzó a Soberano a rendirse con un «Titánica».
- Reina Isis derrotó a La Metálica y ganó el Campeonato Nacional Femenil.
  - Isis cubrió a Metálica después de un «Roll Up».
  - Originalmente Lluvia iba a ser la retadora de Metálica, pero fue reemplazada por Isis debido a que ella había dado positivo al COVID-19.
- Nueva Generación Dinamita (El Cuatrero, Forastero & Sansón) derrotaron a Cancerbero, Raziel y Virus y retuvieron el Campeonato Nacional de Tríos.
- Dalys la Caribeña derrotó a la Campeona Mundial Femenil del CMLL Marcela por descalificación.
  - Como resultado, Marcela retuvo su título.
  - Originalmente Princesa Sugehit iba a ser la retadora de Marcela, pero fue reemplazada por Dalys debido a que ella había dado positivo al COVID-19.
- Volador Jr. derrotó a Templario y retuvo el Campeonato Mundial Histórico de Peso Wélter de la NWA.
  - Originalmente Bandido iba a ser el retador de Volador, pero fue reemplazado por Templario debido a que él había dado positivo al COVID-19.
- La Alianza de Plata y Oro (Carístico & Místico) derrotaron a AtrapaSueños (Espíritu Negro & Rey Cometa) y retuvieron el Campeonato Mundial en Parejas del CMLL.